# Бабица, Радослав
Радослав Бабица (пол. Radoslaw Babica; род. 18 июля 1979, Познань, Польша) — польский профессиональный игрок в пул. Является одним из лучших игроков Польши. Играть начал в 1995 году. Прозвище —- Орёл.

## Достижения
Пятикратный чемпион Польши (дважды по «девятке», один по «Восьмёрке», два раза в командном зачёте), победитель турнира «Dynamic Bear Open» в 2003 г.

### Чемпионат Европы
- Бронзовый призёр чемпионата Европы (2001, «девятка»)
- Бронзовый призёр чемпионата Европы (2005, «восьмерка»)
- Бронзовый призёр чемпионата Европы (2007, «14.1»)
- Серебряный призёр чемпионата Европы (2007, «девятка»)
- Четвертьфиналист чемпионата Европы (2008, «14.1»)
- Четвертьфиналист Чемпионата Европы (2008, «восьмерка»)